# Chamborigaud
Chamborigaud är en kommun i departementet Gard i regionen Occitanien i södra Frankrike. Kommunen ligger i kantonen Génolhac som tillhör arrondissementet Alès. År 2022 hade Chamborigaud 886 invånare.

## Befolkningsutveckling
Antalet invånare i kommunen Chamborigaud
Referens:INSEE